# Saxifraga nathorstii
Saxifraga nathorstii — вид трав'янистих рослин родини Ломикаменеві (Saxifragaceae), поширений у Ґренландії.

## Таксономічні примітки
Saxifraga nathorstii відомий тільки з північно-східної Ґренландії. T.W. Böcher (1941) цитологічно показав, що цей вид може бути алополіплоїдним, який виник як гібрид між S. oppositifolia і S. aizoides; морфологічно, фенологічно та екологічно він є проміжним між двома видами.

## Опис
Рослини утворюють вільні килимки, без столонів, кореневищні. Листки стеблові, протилежні (найвіддаленіші, чергові); черешок відсутній; листові пластини від ланцетних до еліптичних, нерозділені, 5–9 мм, м'ясисті, краї цілі, верхівки тупі, поверхні голі. Суцвіття — одинокі квіти, іноді 2-квіткові, 3–4 см. Квіти: чашолистки підняті, яйцеподібні, краї війчасті, поверхні голі; пелюстки від оранжево-рожевих до тілесного кольору, іноді червоні або помаранчеві, рідше жовті, іноді мають фіолетові відтінки, не плямисті, від зворотнояйцеподібних до ланцетних з більш загостреною основою, 12–15 мм, довші, ніж чашолистки. 2n= 52.

## Поширення
Північна Америка: Ґренландія. Населяє арктичні болота, вологу тундру, алювіальні русла річок, виснажені ставки; 0–1200 м.